# Estación Maquinista Verón
Maquinista Verón es una estación de ferrocarril ubicada en la localidad de Los Lapachos, departamento El Carmen, provincia de Jujuy, Argentina.
Fue inaugurada en 1891 por el Ferrocarril Central Norte Argentino.

## Servicios
No presta servicios de pasajeros. Sus vías e instalaciones pertenecen al Ferrocarril General Belgrano, por las cual corren trenes de cargas de la empresa estatal Trenes Argentinos Cargas.
Desde esta estación parte un ramal industrial hacia la planta de Cementos Minetti en Puesto Viejo.

## Toponimia
Toma su nombre en homenaje al maquinista de locomotora de un trágico siniestro en 1920; antes de dicho acontecimiento era conocida como "Apeadero km 1108,7".